# Benoît Thieulin
Pour les articles homonymes, voir Thieulin (homonymie).
 (février 2025).
Benoît Thieulin est une personnalité du numérique et un entrepreneur français, né le 9 avril 1972 à Paris.
Il est fondateur de La Netscouade, une agence de communication numérique rachetée par le groupe Open en 2016.
Entre 2013 et 2016, il a présidé le Conseil national du numérique, une instance consultative constituée de membres représentatifs de l’écosystème numérique, issus des sphères économique, de l’enseignement supérieur et la recherche, et de la société civile.

## Biographie

### Jeunesse et études
Benoît Thieulin découvre l'informatique en même temps qu'il entre au collège[source insuffisante]. Étudiant à l'Institut d'études politiques de Paris (promotion 1995), il échoue au concours de l'École nationale d'administration.

### Parcours professionnel
Il devient attaché commercial chargé des TIC à l'ambassade de France en Indonésie, à Jakarta.
En 2000, il travaille au Service d'information du gouvernement où il devient responsable de la communication du gouvernement français sur internet. Il coordonne le développement des sites utilisant l’extension ".gouv.fr". Il y met en place les premiers outils webmarketing, lance des projets de CMS open source et crée le premier laboratoire de veille internet avec le SGDN, qui s’illustre lors de la campagne référendaire du TCE en 2005.
À partir de 2006, il travaille pour la candidate socialiste, Ségolène Royal et met en place le site participatif Désirs d'avenir. Il devient ensuite directeur de la campagne numérique de la candidate socialiste à l'élection présidentielle française, Ségolène Royal.
Après la défaite de Ségolène Royal, Benoît Thieulin fonde l'agence La Netscouade, qui met notamment à disposition des hommes politiques des logiciels américains de mobilisation militante.
Par décret en date du 17 janvier 2013, il est nommé à la tête du conseil national du numérique par François Hollande,. Le Lab (Europe 1) souligne alors que son agence La Netscouade détient plusieurs contrats publics auprès du gouvernement français, tout en conseillant des acteurs privés majeurs tels que Google, soulevant la question d'un possible conflit d’intérêts.
Il pilote la concertation nationale "Ambition numérique : pour une politique française et européenne de la transition numérique" et plaide pour la mise en application du rapport à travers la Loi pour une République numérique.
Le 6 janvier 2016, il remet un rapport intitulé Travail, emploi, numérique : les nouvelles trajectoires à la ministre du travail Myriam El Khomri. Dans ce rapport, il propose un débat sur la mise en place d'un revenu universel en France, étant lui-même favorable à cette initiative. Le 2 février 2016, il est remplacé à ce poste par Mounir Mahjoubi.
En 2015, il devient membre du conseil d'administration de France Télévisions. De 2015 à 2020, il est membre du Conseil économique, social et environnemental au titre de personnalité qualifiée dans le domaine économique. Dans ce cadre, il est rapporteur d'un avis « Pour une politique de souveraineté européenne du numérique ».
En mai 2016, il fait face à un conflit social, à la suite de la dénonciation par un groupe de salariés des conditions de travail au sein de son entreprise La Netscouade.
En août 2016, le groupe de services numériques Open annonce l’acquisition de 100 % de La Netscouade.
Il dirige l'école du management et de l'innovation de l'IEP de Paris de 2016 à 2018, aux côtés de Marie-Laure Salles-Djelic.
De 2020 à 2021, il est secrétaire général du mouvement politique fondé par Laurent Joffrin « Les Engagé.e.s »,.
En 2021, il rejoint cBrain, une entreprise danoise développant des logiciels pour la gestion numérique des administrations, pour devenir Directeur National en France.
En mars 2025, candidat à la présidence du Campus cyber, il perd l’élection, le conseil d’administration lui préfère le haut-fonctionnaire Joffrey Célestin-Urbain,.

## Publications
- Pour une politique de souveraineté européenne du numérique, Conseil économique, social et environnemental, 13 mars 2019